# CIDOC Conceptual Reference Model
Le modèle sémantique de référence CIDOC CRM est un modèle conceptuel propre au patrimoine culturel. Ce modèle de référence est utilisé pour représenter les collections afin d'améliorer le partage d'information sur ces collections et ces entités.
Elle a fait l'objet en 2006 d'une normalisation auprès de l'Organisation internationale de normalisation (ISO) sous la référence ISO 21127. En décembre 2014, est parue une nouvelle version basée sur la version 5.0.4 du CIDOC CRM : ISO 21127:2014.
Un projet visant à étendre également à l’information archivistique ce modèle conceptuel commun a vu le jour au début de l’année 2010, mais semble en 2014 abandonné.
Sous l'égide de la Fondation des sciences du patrimoine, le projet PARCOURS utilise depuis 2014 la modélisation mise en œuvre dans le CIDOC CRM pour construire une conceptualisation spécifique au domaine de la conservation restauration des biens culturels. 

## Ontologie
Le "CIDOC object-oriented Conceptual Reference Model" (CRM) est une ontologie de domaine, mais elle inclut sa propre version d'ontologie de haut niveau.
Les classes principales couvrent:
Espace temps
dont les titre/identifiant, lieu, ère/période, horo-date et relation avec des entités persistantes
Événement
dont les titre/identifiant, début/fin d'existence, participants (personne et groupe), création/modification d'objet (physique) ou concept abstrait, et relation avec des entités persistantes
Objet (Material Things)
Concept
dont les objets d'informations (photos, dessins…)
Exemples de définitions:
Entité persistante (Persistent Item)
une entité physique (objet) ou un concept qui a une identité persistante sur la durée de son existence. Une entité persistante est comparable à l'endurance en philosophie.
Entité temporelle (Temporal Entity)
dont les événements, ère/périodes, état limité dans le temps, et qui peut-être dissocié d'entité persistante. Une entité temporelle est comparable à la perdurance.
Objet de proposition
un ensemble d'affirmations à propos d'objet (réel) ou concept (imaginaire).
Objet symbolique
un signe/symbole ou un ensemble de signes/symboles.